# 蛔蒿
蛔蒿（学名：Artemisia cina）为菊科蒿属的植物。分布在俄罗斯以及中国大陆的新疆等地，一般生于透水良好的沙质土、土壤肥沃、土层深厚和沙质灰壤土上生长。
蛔蒿花叶是驱虫药山道年的主要来源，自古就有使用。1950年代，中华人民共和国从苏联引进了蛔蒿种子，在潍坊种植，以支持使用宝塔糖大规模驱虫的行动。

## 别名
山道年蒿（中国药用植物图鉴），山道尼格、希那（中国植物图鉴）

## 异名
- Seriphidium cinum (Berg. ex Poljak.) Paljak B. Mar.